# Peabody Museum of Archaeology and Ethnology

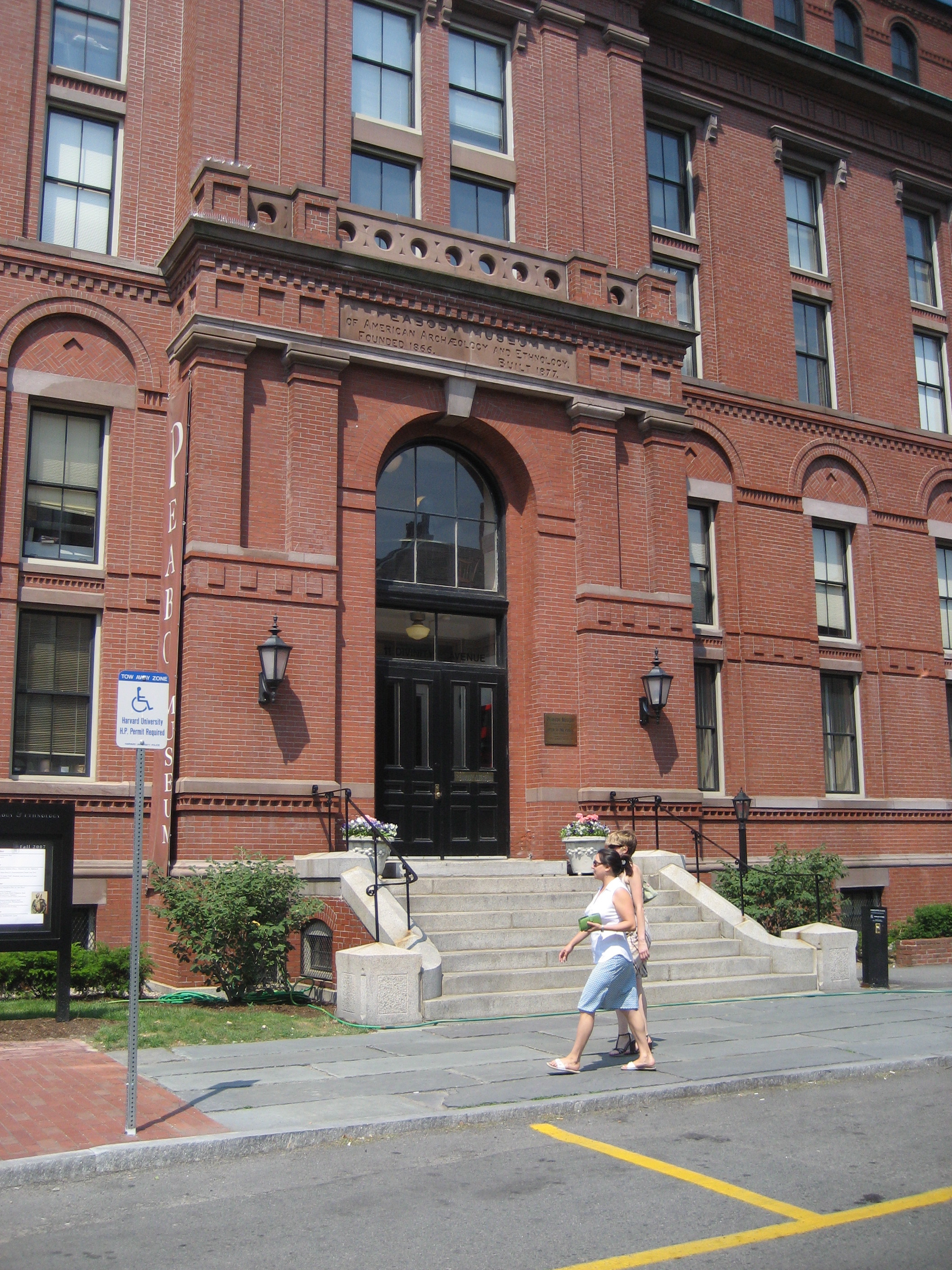
Wejście do Muzeum Peabody’ego

Peabody Museum of Archaeology and Ethnology (Muzeum Archeologiczno-Etnologiczne im. George’a Peabody’ego) – amerykańskie muzeum gromadzące eksponaty związane z archeologią i etnologią, mające swoją siedzibę w Cambridge w stanie Massachusetts i prowadzone przez Uniwersytet Harvarda.
Zostało założone w 1866, rok po zakończeniu wojny secesyjnej, dzięki darowiźnie George’a Peabody’ego. Jest jednym z najstarszych i najbardziej renomowanych muzeów gromadzących eksponaty związane z antropologią, archeologią pradziejową człowieka w Nowym Świecie oraz etnografią Mezoameryki. Muzeum posiada zbiór ponad 500 000 zdjęć związanych ze zgromadzonymi kolekcjami.
Do stałej ekspozycji muzealnej należą odlewy monumentów kultur mezoamerykańskich, które niejednokrotnie zostały zniszczone. Muzeum prezentuje historię Indian oraz ludów zamieszkujących wyspy Australii i Oceanii.